# گمینا چروونکا
گمینا چروونکا (به لهستانی:  Gmina Czerwonka) یک گمینا در لهستان است که در شهرستان ماکوف واقع شده‌است. گمینا چروونکا ۱۱۰٫۵۹ کیلومتر مربع مساحت و ۲٬۶۴۶ نفر جمعیت دارد.